# Tetronychoteuthis dussumieri
Tetronychoteuthis dussumieri is een inktvissensoort uit de familie van de Pholidoteuthidae. De wetenschappelijke naam van de soort is voor het eerst geldig gepubliceerd in 1839 door d'Orbigny.